# Illa Margarita

Illa Margarita

Illa Margarita (en castellà Isla Margarita o Isla de Margarita) és l'illa principal de l'estat veneçolà de Nueva Esparta, al Mar Carib, al nord-est de la costa de Veneçuela. L'estat també conté dues illes menors: Coche i Cubagua. La capital és La Asunción. Les principals activitats econòmiques són el turisme, la pesca i la construcció. La seva població és aproximadament 420.000 habitants.

## Ciutats principals
- Porlamar és la ciutat més gran d'Illa Margarita, coneguda pel seu centre comercial; botigues i restaurants. Té una població estable de 85.000 habitants en temporada baixa; i arriba a uns 125.000, en temporada alta. Té dues platges urbanes.
- Juan Griego té una població al voltant de 45.000 habitants, petits centres comercials i platges. La Galera és una fortalesa vora el centre del municipi, on el 1814 es va lliurar una coneguda batalla per la independència d'Espanya.
- Pampatar és un dels municipis més grans de l'illa. Pampatar té una població aproximada de 50.000 habitants.
- La Asunción és la capital de l'estat federal de Nueva Esparta, amb uns 25.000 habitants. És la seu del govern regional.

## Toponímia
Colom va batejar l'illa amb el nom de La Asunción, per haver estat descoberta en la data en la qual es van fer cristians. A l'any següent, en 1499, Peralonso Niño i Cristóbal Guerra la van rebatejar amb el nom de "La Margarida" a causa de l'abundància de perles trobades a la regió, altres hipòtesis suggereixen que el nom de "Margarita" es refereix a la reina Margarida d'Àustria. Una altra de les hipòtesis és que el català Pere Margarit, que va viatjar al costat de Colom en les seves expedicions, les bategés amb el nom de Margarides. I finalment pels defensors del Colom català afirmen que el nom fou posat en honor de la primera muller de Joan Colom Bertran que es deia Margarida d'Alós.

## Història
El 19 d'abril de 1810 va ser una de les set províncies veneçolanes que va declarar la independència de la Corona Espanyola, i durant la Guerra d'independència de Veneçuela els espanyols comandats per Pablo Morillo no aconseguiren capturar-la, i en dissoldre's en la Gran Colòmbia sorgir la República independent de Veneçuela, també fou una de les seves 13 províncies originals.